# Озолинс, Артур
Артур Озолинс (англ. Arthur Ozolins, также Артурс Озолиньш, латыш. Arturs Ozoliņš) — современный канадский пианист латышского происхождения. Озолинс, известный выступлениями с Торонтским симфоническим оркестром, с которым записал все фортепианные концерты Рахманинова, завоевал премию «Джуно» за запись произведений Стравинского и Шопена 1980 года (лейбл Aquitaine). Популяризатор латвийской музыки, в 2002 году удостоен Большой музыкальной награды правительства Латвии, а в 2003 году награждён орденом Трёх звёзд.

## Биография
Родился в 1946 году в Любеке в семье выходцев из Латвии. Переехал с семьёй в Аргентину, где начал учиться игре на фортепиано в Буэнос-Айресе, а затем в Канаду. В 13 лет поступил в Королевскую музыкальную консерваторию в Торонто, учился у Таливалдиса Кениньша и Альберто Герреро. Среди прочих учителей — Борис Рубакин, Рафаэль да Сильва и Жак Абрам. В 14 лет Вальтер Зюскинд выбрал молодого пианиста для выступлений с Национальным молодёжным оркестром, а на следующий год юноша уже дважды выступал с Торонтским симфоническим оркестром.
В 1963—1964 годах занимался в Париже у Нади Буланже. В 1964 году получил канадское гражданство. С 1964 года учился в Нью-Йоркском Маннес-колледже у Нади Рейзенберг. Окончил колледж в 1967 году со степенью бакалавра наук и самым высоким средним баллом с момента основания этого учебного заведения. По окончании колледжа продолжал занятия с Рейзенберг в Нью-Йорке, а в 1969—1970 годах — с Владо Перлмутером в Париже. В 1968 году стал победителем Фестиваля талантов CBC и конкурса Эдмонтонского симфонического оркестра.
На протяжении исполнительской карьеры более 50 раз выступал с Торонтским симфоническим оркестром, а также сотрудничал с другими ведущими оркестрами Северной Америки, включая Кливлендский, Сент-Луисский симфонический, Монреальский симфонический и оркестр Национального центра искусств. Со скрипачкой Мартой Хиди и виолончелистом Цуёси Цуцуми сформировал инструментальное трио, выступавшее с концертами с 1973 по 1983 год, также выступал со струнным квартетом Кролла. Дважды проводил концертные турне в Латинской Америке и семь раз — в СССР, многократно гастролировал по странам Северном Америки и Европы.
Известен как один из ведущих исполнителей фортепианной музыки Рахманинова, утвердился в этом качестве в 1983 году после того, как более 20 раз исполнил с Королевским шведским оркестром и балетной труппой Королевской оперы в Стокгольме спектакль «Три сестры». Записал для CBC все фортепианные концерты Рахманинова с Торонтским симфоническим оркестром. Внёс значительный вклад в популяризацию в Канаде и других странах фортепианной музыки латвийских композиторов, в том числе произведений Таливалдиса Кениньша, Яниса Медыньша и Яниса Калниньша. Отметился премьерным исполнением Концерта для фортепиано с оркестром Калниньша на 8-м Празднике песни и танца Латвии (1986) и Концерта для фортепиано со струнными и ударными Кениньша на 9-м Празднике песни и танца (1991). В 1977 году давал концерты в Сиднее и Аделаиде под эгидой Латвийской федерации Австралии.

## Награды
- За запись произведений Стравинского и Шопена с лейблом Aquitaine удостоен в 1980 году премии «Джуно». Номинировался на «Джуно» также за запись фортепианного концерта № 4 Рахманинова[2].
- Лауреат Большой музыкальной награды (Латвия) за 2002 год[3].
- Латвийский орден Трёх звёзд (2003)[2].